# Северна земя
Северна земя (на руски: Северная Земля), до 1926 г. Земя на император Николай II, е архипелаг в Северния ледовит океан на границата между Карско море на запад и море Лаптеви на изток и северно от полуостров Таймир. В административно отношение влиза в състава на Красноярски край на Русия.

## История
Архипелагът е открит на 4 септември 1913 г. от хидрографска експедиция ръководена от Борис Вилкицки в Северния ледовит океан на ледоразбивачите „Таймир“ и „Вайгач“. Първоначално е наименуван от изследователите „Тайвай“ (по името на първите срички от експедиционните ледоразбивачи: „Таймир“ и „Вайгач“). Официалното название „Земя на император Николай II“, в чест на император Николай II, архипелагът получава през септември 1914 г. Все още не е ясно кой предлага това име. Известно е, че Борис Вилкицки подкрепя това наименование. На 11 януари 1926 г. островите са преименувани на „Северна земя“.
Първоначално се е смятало, че архипелагът представлява един-единствен остров. По-подробно е изследван през 1930-те години от експедиция на Георгий Ушаков, в чийто състав влизат радиста Василий Ходов, научния ръководител и геолог Николай Урванцев и промишленика Сергей Журавльов. Изминавайки около 11 хиляди километра и провеждайки инструментална топографска снимка, експедицията съставя първата точна карта на архипелага.
На 1 декември 2006 г. Думата на Таймирския автономен окръг предлага връщането на името Земя на император Николай II на архипелага. Въпреки това, след обединяването на окръга с Красноярски край, законодателното събрание на Красноярски край не подкрепя тази инициатива.

## География

### Положение, граници, големина
Архипелагът е разположен в централната част на Северния ледовит океан. На запад бреговете му се мият от водите на Карско море, а на изток – от водите на море Лаптеви. От континенталната част (полуостров Таймир) е отделен чрез Вилкицкия с дължина от 130 km и ширина при най-тясното място 56 km. Състои се от 4 големи острова (Октомврийска революция, Болшевик, Комсомолец и Пионер) и няколко по-малки (Шмид, Малък Таймир, Старокадомски, Крупская и др.). Обща площ около 37 хил.km2.
Най-северната точка на островната група е нос Арктически на остров Комсомолец, като разстоянието от него до Северния полюс е 990 km, поради което той често се използва като отправна точка за полярните експедиции.

### Геология, релеф, брегове
Архипелагът представлява част от Таймиро-Североземелската нагъната област. В геоложкия му строеж взимат участие различни по възраст и състав седиментни (пясъчници, шисти, мергели, варовици, доломити), метаморфни и вулканогенни скали (диабази, гранити).
Релефът е платообразен на остров Болшевик, нископланински и хълмист на остров Пионер, среднопланински (максимална височина 965 m) на остров Октомврийска революция и низинен на остров Комсомолец. В крайбрежните части на островите са разпространени терасирани низинни равнини, спускащи се полегато към морето и образуващи плитчини с широко развити пясъчно-чакълести коси и лагуни. На отделни места бреговете са скалисти и стръмни (височина до 300 m и повече), изрязани с дълбоки фиордообразни заливи.

### Климат, ледници, води
Климатът на островите е типично арктичен. Средната годишна температура е –14 °C с кратко и студено лято и сурова и продължителна зима, отличаваща се с голямо количество дни със снежни виелици (до 100) и силни ветрове до 40 m/s. Средна януарска температура от –28 °C до –30 °C (с минимални зимни температури до –50 °C). Средна юлска температура от –0,5 °C до –1,6 °C. Често явление през лятото са продължителните мъгли. Гадишната сума на валежите се колебае от 150 – 200 mm по крайбрежието до 400 – 450 mm по високите ледникови куполи. Максимално количество валежи падад в северозападната част на архипелага.
С количеството на валежите се обяснява основната особеност на съвременното заледяване на архипелага, заемащо 47% (17 472 km²) от площта му. На островите са разположени общо 20 големи ледника, като на южния остров Комсомолец те заемат 30% от площта му, а на северния остров Болшевик –65%. Островните ледени щитове се състоят от ледени куполи, от които към морето се спускат дълги ледени езици. Те покриват значителна част от високите плата и приповдигнатите равнини. Долинните ледници, спускащи се от ледените куполи частично заемат части от тесните и дълбоки фиорди на западното крайбрежие на островите Болшевик и Октомврийска революция, навлизат в морето и служат като източници на образуване на айсберги. Най-големият долинен ледник се нарича Арктически институт е дълъг около 40 km и е разположен на западното крайбрежие на остров Болшевик.
През лятото краищата на топящите се ледници подхранват множество малки островни реки, не превишаващи по дължина 90 – 100 km (реките Ушаков и Езерна). Девет от реките на архипелага имат дължина по-голяма от 20 km. Те са покрити с лед от септември до юли. Езерата на островите са малки, като повечето не достигат площ повече от 3 km² и дълбочина до 100 m. Те съществуват благодарение на преграждането с ледове на стичащата се от ледниците вода и са разположени в бизост до заливите и фиордите (езерата Географи, Фиордово и др.).

## Почви, флора и фауна
Типичните ландшафти на архипелага са арктическите пустини с бедна на видове фауна и петнист характер на почвената и растителната покривка. Преобладават примитивните недоразвити пясъчни и чакълесто-скелетни арктически почви. В растителната покривка господстват мъховете и лишеите, а от растенията се наброяват 61 вида. Дори и свободните от лед участъци на островите не са богати на растителност. На остров Болшевик територията, заета от арктична тундра, не превишава 10% от общата площ. На остров Октомврийска революция растителността съставлява 5%, а на остров Комсомолец въобще няма растителност. Флората е представена основно от мъхове и лишеи, но се срещат и покритосеменните каменоломка, Alopecurus, Papaver radicatum и Draba.
Животинският свят на островите е по-богат. От птиците се срещат полярна сова, снежна овесарка, бяла чайка, розова чайка, полярна чайка, трипръста чайка, полярен буревестник, ледена потапница и други. От бозайниците се срещат бяла мечка, северен елен, песец, леминги и други. Крайбрежните води се обитават от пръстенчат тюлен, гренландски тюлен, белуга и моржове.

## Национален атлас на Русия
- О-ви Северна Земя[13]